# Lista de ministros de Portugal (Co–Fa)
Este artigo faz parte de uma série contendo uma lista de ocupantes de cargos ministeriais (ou equivalentes) de Portugal, entre a instauração do governo liberal da regência de D. Pedro a 15 de março de 1830 e a atualidade, incluindo membros do governo hierarquicamente superiores aos ministros: chefes de governo e vice-chefes de governo.
A informação apresentada inclui o nome comum pelo qual o ministro é conhecido; o seu retrato (quando existente na Wikipédia); o cargo ou cargos ministeriais que ocupou, incluindo informação sobre a posição ordinal na lista de ministros desse cargo, o número de vezes em que serviu no cargo, e eventuais períodos interinos ou de nomeações sem tomada de posse; o período ou períodos em que serviu (no formato "ano–ano") e o governo ou governos em que serviu (incluindo o chefe de governo respetivo).
Devido a questões práticas de espaço e de tempo de carregamento da página, esta lista é a terceira de oito sublistas, organizadas alfabeticamente por ordem do último apelido (ou sobrenome, em português brasileiro) do nome pelo qual é comummente conhecido o ministro, respeitando-se as regras descritas em Lista de ministros de Portugal.
- Lista de ministros de Portugal (Ab–Bo)
- Lista de ministros de Portugal (Br–Cl)
- Lista de ministros de Portugal (Co–Fa)
- Lista de ministros de Portugal (Fe–La)
- Lista de ministros de Portugal (Le–Me)
- Lista de ministros de Portugal (Mi–Pe)
- Lista de ministros de Portugal (Pi–Sa)
- Lista de ministros de Portugal (Sc–Ze)

## Lista
Legenda de cores
Legenda de abreviaturas
int. — Interino

n.e. — Não empossado

G.R. — Governo da Regência

M. — Governo da Monarquia Constitucional

G.P. — Governo Provisório

R. — Governo da Primeira República

D. — Governo da Ditadura Militar ou da Ditadura Nacional

E.N. — Governo do Estado Novo

P. — Governo Provisório da Terceira República

C. — Governo Constitucional da Terceira República
|                                                   | Ministro (Nascimento–Morte)                       | Retrato                   | Cargo                                                                            | Ordem                                      | Período                                                   | Governo (Chefe de governo)                               | Observações |
| ------------------------------------------------- | ------------------------------------------------- | ------------------------- | -------------------------------------------------------------------------------- | ------------------------------------------ | --------------------------------------------------------- | -------------------------------------------------------- | --- |
|                                                   | Coelho, Alfredo Baptista (1865–1952)              |                           | Ministro das Colónias                                                            | 124.º                                      | 1918–1919                                                 | XVII R. (Tamagnini Barbosa) XVIII R. (Tamagnini Barbosa) | |
|                                                   | Coelho, António Fernandes (1807–1886)             |                           | Ministro do Reino                                                                | 20.º                                       | 1838–1839                                                 | IX M. (Sá da Bandeira)                                   | |
| Ministro dos Negócios Eclesiásticos e de Justiça  | Coelho, António Fernandes (1807–1886)             | 20.º N.E. 20.º J.         | 1838–1839                                                                        | IX M. (Sá da Bandeira)                     | Interino sem haver um ministro efetivo.                   |                                                          | |
|                                                   | Coelho, Eduardo José (1835–1913)                  |                           | Ministro das Obras Públicas, Comércio e Indústria                                | 33.º O.P. 33.º C. 33.º I.                  | 1889–1890                                                 | XLI M. (J.L. Castro)                                     | |
| Ministro das Obras Públicas, Comércio e Indústria | Coelho, Eduardo José (1835–1913)                  | 47.º O.P. 47.º C. 47.º I. | 1904–1905                                                                        | LII M. (J.L. Castro)                       | 2.ª vez.                                                  |                                                          | |
| Ministro do Reino                                 | Coelho, Eduardo José (1835–1913)                  | 74.º                      | 1905–1906                                                                        | LII M. (J.L. Castro) LIII M. (J.L. Castro) |                                                           |                                                          | |
|                                                   | Coelho, Henrique Trindade (1885–1934)             |                           | Ministro dos Negócios Estrangeiros                                               | 130.º                                      | 1929                                                      | VI D. (Ivens Ferraz)                                     | |
|                                                   | Coelho, Jorge (1954–)                             |                           | Ministro adjunto                                                                 | 17.º                                       | 1995–1997                                                 | XIII C. (Guterres)                                       | |
| Ministro da Presidência                           | Coelho, Jorge (1954–)                             | 6.º                       | 1999–2000                                                                        | XIV C. (Guterres)                          |                                                           |                                                          | |
| Ministro do Equipamento Social                    | Coelho, Jorge (1954–)                             | 99.º                      | 1999–2001                                                                        | XIV C. (Guterres)                          |                                                           |                                                          | |
| Ministro de Estado                                | Coelho, Jorge (1954–)                             | 13.º                      | 2000–2001                                                                        | XIV C. (Guterres)                          |                                                           |                                                          | |
|                                                   | Coelho, José Maria Latino (1825–1891)             |                           | Ministro da Marinha e Ultramar                                                   | 61.º M. 61.º U.                            | 1868–1869                                                 | XXIX M. (Sá da Bandeira)                                 | |
|                                                   | Coelho, Manuel Maria (1857–1943)                  |                           | Presidente do Ministério                                                         | 82.º                                       | 1921                                                      | XXXII R. (Coelho)                                        | |
| Ministro do Interior                              | Coelho, Manuel Maria (1857–1943)                  | 118.º                     | 1921                                                                             | XXXII R. (Coelho)                          |                                                           |                                                          | |
| Ministro das Colónias                             | Coelho, Manuel Maria (1857–1943)                  | 139.º                     | 1921                                                                             | XXXII R. (Coelho)                          | Interino sem haver um ministro efetivo.                   |                                                          | |
| Ministro do Trabalho                              | Coelho, Manuel Maria (1857–1943)                  | 19.º                      | 1921                                                                             | XXXII R. (Coelho)                          | Interino sem haver um ministro efetivo.                   |                                                          | |
|                                                   | Coelho, Pedro Passos (1964–)                      |                           | Primeiro-ministro                                                                | 118.º                                      | 2011–                                                     | XIX C. (Passos Coelho) XX C. (Passos Coelho)             | |
|                                                   | Coimbra, Leonardo (1883–1936)                     |                           | Ministro da Instrução Pública                                                    | 19.º                                       | 1919                                                      | XX R. (Pereira)                                          | |
| Ministro da Instrução Pública                     | Coimbra, Leonardo (1883–1936)                     | 36.º                      | 1922–1923                                                                        | XXXVI R. (Silva)                           | 2.ª vez.                                                  |                                                          | |
| Ministro do Trabalho                              | Coimbra, Leonardo (1883–1936)                     | 23.º                      | 1922–1923                                                                        | XXXVI R. (Silva)                           | Interino sem haver um ministro efetivo.                   |                                                          | |
|                                                   | Conselho de Ministros de 1835 (abr.–mai.)         |                           | Chefe de governo coletivo                                                        | órg.                                       | 1835                                                      | I M.                                                     | A totalidade dos ministros do governo serviu como chefe de governo coletivo entre a demissão de presidente do Conselho de Ministros do duque de Palmela e a nomeação para o cargo do conde de Linhares. Era composto por: Agostinho José Freire (Reino), Manuel Duarte Leitão (Negócios Eclesiásticos e de Justiça), José da Silva Carvalho (Fazenda), conde de Linhares (Marinha e Ultramar e interino da Guerra) e conde de Vila Real (Negócios Estrangeiros). |
|                                                   | Conselho de Ministros de 1835 (nov.)              |                           | Chefe de governo coletivo                                                        | órg.                                       | 1835                                                      | IV M.                                                    | A totalidade dos ministros do governo serviu como chefe de governo coletivo entre a exoneração do III governo da Monarquia Constitucional do marquês de Saldanha e a nomeação para o cargo de presidente do Conselho de Ministros de José Jorge Loureiro, até então ministro da Guerra. Era composto por: Manuel António Velez Caldeira (Negócios Eclesiásticos e de Justiça), Francisco António de Campos (Fazenda), José Jorge Loureiro (Guerra), visconde de Sá da Bandeira (Marinha e Ultramar e interino do Reino) e marquês de Loulé (Negócios Estrangeiros). |
|                                                   | Conselho de Ministros de 1837                     |                           | Chefe de governo coletivo                                                        | órg.                                       | 1837                                                      | VIII M.                                                  | A totalidade dos ministros do governo serviu como chefe de governo coletivo entre a exoneração do VII governo da Monarquia Constitucional do visconde de Sá da Bandeira e a nomeação para o cargo de presidente do Conselho de Ministros de António Dias de Oliveira, até então ministro do Reino e interino dos Negócios Eclesiásticos e de Justiça. Era composto por: António Dias de Oliveira (Reino e interino dos Negócios Eclesiásticos e de Justiça), João de Oliveira (Fazenda), visconde de Bóbeda (Guerra e interino da Marinha e Ultramar) e Manuel de Castro Pereira (Negócios Estrangeiros). |
|                                                   | Conselho de Ministros de 1847                     |                           | Chefe de governo coletivo                                                        | órg.                                       | 1847                                                      | XVI M.                                                   | A totalidade dos ministros do governo serviu como chefe de governo coletivo entre a exoneração do marquês de Saldanha do cargo de presidente do Conselho de Ministros e a nomeação do XVII governo da Monarquia Constitucional do mesmo, agora como duque de Saldanha. Era inicialmente composto por: Francisco Tavares de Almeida Proença (Reino), Manuel Duarte Leitão (Negócios Eclesiásticos e de Justiça), conde do Tojal (Fazenda e interino da Marinha e Ultramar), Ildefonso Bayard (Negócios Estrangeiros e, até 3 de maio, interino da Guerra) e barão de Ponte da Barca (Guerra, desde 3 de maio). A 22 de agosto, o governo foi totalmente remodelado, sendo a partir dessa data composto por: António de Azevedo Melo e Carvalho (Reino), Francisco da Silva Ferrão (Negócios Eclesiásticos e de Justiça), Marino Miguel Franzini (Fazenda), barão de Almofala (Guerra), João de Fontes Pereira de Melo (Marinha e Ultramar) e barão da Luz (Negócios Estrangeiros). |
|                                                   | Conselho de Ministros de 1860                     |                           | Chefe de governo coletivo                                                        | órg.                                       | 1860                                                      | XXIII M.                                                 | A totalidade dos ministros do governo serviu como chefe de governo coletivo entre a morte do duque da Terceira e a nomeação do XXIV governo da Monarquia Constitucional de Joaquim António de Aguiar. Era composto por: António Maria de Fontes Pereira de Melo (Reino e interino da Marinha e Ultramar), João Martens Ferrão (Negócios Eclesiásticos e de Justiça), José Maria do Casal Ribeiro (Fazenda e interino dos Negócios Estrangeiros) e António Serpa (Obras Públicas, Comércio e Indústria e interino da Guerra). |
|                                                   | Consolado, Artur Rodrigues (1932–)                |                           | Ministro da República para a Região Autónoma da Madeira                          | 2.º                                        | 1991–1997                                                 | XII C. (Cavaco Silva) XIII C. (Guterres)                 | |
|                                                   | Constâncio, Vítor (1943–)                         |                           | Ministro das Finanças e do Plano                                                 | 154.º F. 3.º P.                            | 1978                                                      | II C. (Soares)                                           | |
|                                                   | Cordes, João Sinel de (1867–1930)                 |                           | Ministro das Finanças                                                            | 140.º                                      | 1926–1928                                                 | III D. (Carmona)                                         | |
|                                                   | Correia, Abel Repolho (1926–)                     |                           | Ministro do Comércio e Turismo                                                   | 112.º C. 5.º T.                            | 1978–1979                                                 | IV C. (Mota Pinto)                                       | |
|                                                   | Correia, Ângelo (1945–)                           |                           | Ministro da Administração Interna                                                | 165.º                                      | 1981–1983                                                 | VIII C. (Pinto Balsemão)                                 | |
|                                                   | Correia, António Augusto Peixoto (1913–n/d)       |                           | Ministro do Ultramar                                                             | 172.º                                      | 1962–1965                                                 | II E.N. (Oliveira Salazar)                               | |
|                                                   | Correia, António César de Vasconcelos (1797–1865) |                           | Ministro do Reino                                                                | int.                                       | 1831                                                      | G.R.                                                     | Interino em substituição de Luís Mouzinho de Albuquerque. |
| Ministro dos Negócios Eclesiásticos e de Justiça  | Correia, António César de Vasconcelos (1797–1865) | int.                      | 1831                                                                             | G.R.                                       | Interino em substituição de Luís Mouzinho de Albuquerque. |                                                          | |
| Ministro da Fazenda                               | Correia, António César de Vasconcelos (1797–1865) | int.                      | 1831                                                                             | G.R.                                       | Interino em substituição de Luís Mouzinho de Albuquerque. |                                                          | |
| Ministro da Marinha e Ultramar                    | Correia, António César de Vasconcelos (1797–1865) | int. M. int. U.           | 1831                                                                             | G.R.                                       | Interino em substituição de Luís Mouzinho de Albuquerque. |                                                          | |
| Ministro da Marinha e Ultramar                    | Correia, António César de Vasconcelos (1797–1865) | n.e. M. n.e. U.           | 1836                                                                             | VI M. (Lumiares)                           | Não empossado.                                            |                                                          | |
|                                                   | Correia, Eduardo (1915–1991)                      |                           | Ministro da Educação e Cultura                                                   | 70.º E. 1.º C.                             | 1974                                                      | I P. (Palma Carlos)                                      | |
| Ministro da Justiça                               | Correia, Eduardo (1915–1991)                      | 172.º                     | 1978–1979                                                                        | IV C. (Mota Pinto)                         |                                                           |                                                          | |
|                                                   | Correia, Francisco António (1877–1938)            |                           | Ministro dos Negócios Estrangeiros                                               | 109.º                                      | 1920                                                      | XXV R. (Silva)                                           | |
| Ministro das Finanças                             | Correia, Francisco António (1877–1938)            | 121.º                     | 1921                                                                             | XXXII R. (Coelho)                          |                                                           |                                                          | |
|                                                   | Correia, Francisco Nunes (1951–)                  |                           | Ministro do Ambiente, do Ordenamento do Território e do Desenvolvimento Regional | 13.º A. 9.º O.T. 2.º D.R.                  | 2005–2009                                                 | XVII C. (Sócrates)                                       | |
|                                                   | Correia, Francisco Velhinho (1882–1943)           |                           | Ministro do Comércio e Comunicações                                              | 70.º C.io 6.º C.ções                       | 1920                                                      | XXVI R. (Granjo)                                         | |
| Ministro da Instrução Pública                     | Correia, Francisco Velhinho (1882–1943)           | 24.º                      | 1920                                                                             | XXVI R. (Granjo)                           | Interino sem haver um ministro efetivo.                   |                                                          | |
| Ministro das Finanças                             | Correia, Francisco Velhinho (1882–1943)           | 127.º                     | 1923                                                                             | XXXVII R. (Silva)                          |                                                           |                                                          | |
|                                                   | Correia, João Rosado (1939–2002)                  |                           | Ministro do Equipamento Social                                                   | 92.º                                       | 1983–1985                                                 | IX C. (Soares)                                           | |
|                                                   | Correia, José de Araújo (1894–1978)               |                           | Ministro do Comércio e Comunicações                                              | 99.º C.io 35.º C.ções                      | 1928                                                      | IV D. (Freitas)                                          | |
| Ministro da Agricultura                           | Correia, José de Araújo (1894–1978)               | int.                      | 1928                                                                             | IV D. (Freitas)                            | Interino em substituição de Joaquim Mendes do Amaral.     |                                                          | |
|                                                   | Correia, Luís Magalhães (1873–1960)               |                           | Ministro da Marinha                                                              | 152.º                                      | 1929–1932                                                 | VI D. (Ivens Ferraz) VII D. (Oliveira)                   | |
| Ministro dos Negócios Estrangeiros                | Correia, Luís Magalhães (1873–1960)               | int.                      | 1929                                                                             | VI D. (Ivens Ferraz)                       | Interino em substituição de Jaime da Fonseca Monteiro.    |                                                          | |
| Ministro dos Negócios Estrangeiros                | Correia, Luís Magalhães (1873–1960)               | int.                      | 1930                                                                             | VII D. (Oliveira)                          | Interino em substituição de Fernando Branco.              |                                                          | |
| Ministro dos Negócios Estrangeiros                | Correia, Luís Magalhães (1873–1960)               | int.                      | 1931                                                                             | VII D. (Oliveira)                          | Interino novamente em substituição de Fernando Branco.    |                                                          | |
| Ministro das Colónias                             | Correia, Luís Magalhães (1873–1960)               | int.                      | 1931                                                                             | VII D. (Oliveira)                          | Interino em substituição de Armindo Monteiro.             |                                                          | |
| Ministro dos Negócios Estrangeiros                | Correia, Luís Magalhães (1873–1960)               | int.                      | 1932                                                                             | VII D. (Oliveira)                          | Interino novamente em substituição de Fernando Branco.    |                                                          | |
| Ministro dos Negócios Estrangeiros                | Correia, Luís Magalhães (1873–1960)               | int.                      | 1932                                                                             | VII D. (Oliveira)                          | Interino novamente em substituição de Fernando Branco.    |                                                          | |
|                                                   | Correia, Telmo (1960–)                            |                           | Ministro do Turismo                                                              | 13.º                                       | 2004–2005                                                 | XVI C. (Santana Lopes)                                   | |